# Diisocianato de hexametileno
El diisocianato de hexametileno, o comúnmente abreviado como HDI (de Hexametilen diisocianato) es un diisocianato alifático (diisocianato por tener dos grupos isocianato, -NCO, y alifático por estar la cadena entre los dos grupos principales compuesta de metilenos). Junto con el diisocianato de isoforona (IPDI) son los principales diisocianatos alifáticos. Ellos dos, sin embargo, no suponen ni el 4% del mercado mundial de diisocianatos, el cual es liderado por el diisocianato de difenilmetano (MDI) y el diisocianato de tolueno (TDI) a fecha del año 2000.

Los diisocianatos alifáticos como el HDI poseen sin embargo la ventaja de que sus respectivos poliuretanos no son degradados tan fácilmente por la luz solar (rayos ultravioleta) al no poseer instauraciones en sus estructuras, en comparación con el metilen difenilen diisocianto (MDI) o el toluen diisocianato (TDI). Es por ello que tanto el HDI como el IPDI se emplean en formulaciones de recubrimientos sobre la base de poliuretano, como barnices o pinturas.

## Síntesis
La síntesis del HDI, como en el mayor casos de los diisocianatos, se realiza a partir de la fosgenación de su correspondiente diamina (en este caso hexametilendiamina):

H2N-(CH2)6-NH2 + COCl2 → OCN-(CH2)6-NCO + 4 HCl

Una síntesis alternativa que evita el uso del altamente tóxico fosgeno es un proceso multietapa en el cual mediante la reacción de la hexametilendiamina con urea y un alcohol se produce un alquil uretano que luego con temperatura se descompone en el diisocianato, liberándose el alcohol y amoniaco como productos secundarios. La reacción se simplifica de la siguiente manera:

H2N-(CH2)6-NH2 + 2 H2N-CO-NH2 → OCN-(CH2)6-NCO + 4NH3

## Usos
El uso principal del HDI es en la producción de poliuretano para recubrimientos como pinturas o barnices, como por ejemplo para la superficie de pelotas de golf.  Además de su excelente resistencia a la degradación ultravioleta también presenta excelente resistencia a la abrasión.

## Química
El HDI es una molécula simétrica y alifática y las reactividades de sus grupos -NCO son iguales. A su vez el HDI reacciona mucho más lentamente que el MDI pero más rápido que el IPDI. La variabilidad química es la misma que para otros isocianatos. Los poliuretanos basados en HDI son más cristalinos que los basados en MDI.

## Seguridad
Es más fácil la exposición por vías respiratorias con la manipulación del HDI que con el MDI, debido a su mayor presión de vapor. Es por lo tanto indispensable el uso de una mascarilla adecuada de gases. En contacto con la piel puede provocar irritación y por inhalación puede dar lugar a problemas respiratorios e incluso alergia. Es necesario el uso de gafas y/o caretas, guantes (que deben ser desechados apropiadamente) y traje de protección completa.

## Recursos externos
- Diisocianato de hexametileno. Ficha de Seguridad(español). SIGMA-ALDRICH
- Diisocianato de hexametileno. Ficha internacional de seguridad (español). Instituto Nacional de Seguridad y Salud en el Trabajo. Gobierno de España.

- Datos: Q418197
- Multimedia: Hexamethylene diisocyanate / Q418197